# Франко-нидерландская граница
Граница между Францией и Нидерландами проходит на карибском острове Сен-Мартен.
Остров площадью 87 км² разделен на две части: приблизительно 60 % территории принадлежит Франции (53 км²), северная часть острова, и 40 % — Нидерландам (34 км²), южная часть. Протяженность границы составляет 16 км.
Французская часть острова называется Сен-Мартен и входит в Европейский союз как заморская территория. Нидерландская часть острова называется Синт-Мартен и не входит в состав Европейского союза.
Граница между двумя частями острова полностью открыта и может свободно пересекаться людьми.

## История

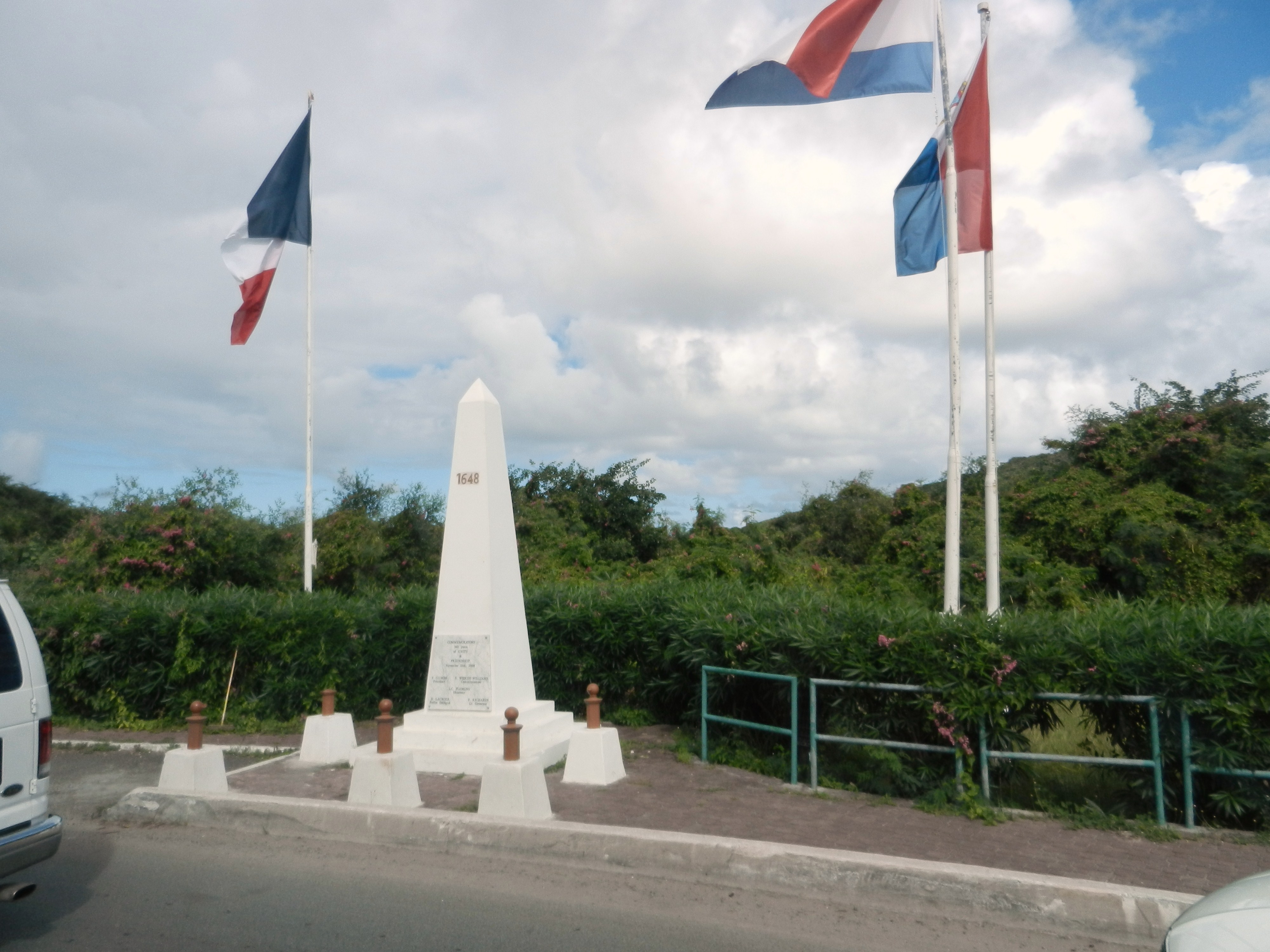
Памятник на границе острова Сен-Мартен

Исторически остров Сен-Мартен был местом проживания коренных жителей — араваков и карибов. Европейцы впервые открыли его в 1493 году, когда Христофор Колумб проплыл мимо во время своего второго путешествия в Америку.
Изначально остров оспаривался между Нидерландами и Испанией, но в 1640-х годах испанцы отказались от своих притязаний, и после этого французы начали заселять северную часть острова. Чтобы избежать конфликта, Франция и Нидерланды 23 марта 1648 года подписали Договор Конкордии, который официально разделил остров на две юрисдикции.
Различные местные легенды рассказывают о том, как граница была определена представителями французов и голландцев, по одному с каждой стороны — то ли моряками, то ли солдатами, обошедшими остров. По преданиям, голландцы получили меньше земли из-за того, что их представитель был пьян от женевера.
В 1994 году Франция и Нидерланды подписали франко-голландский договор о пограничном контроле на острове Сен-Мартен (фр. Traité franco-néerlandais sur les contrôles aux frontières de Saint-Martin), который улучшил взаимный пограничный контроль в аэропортах на острове.
В настоящее время в Синт-Мартене и Сен-Мартене существует движение за объединение острова, в результате чего граница между ними может исчезнуть.
Также Франция и Нидерланды имели сухопутную границу в Европе после Наполеоновских войн и до Бельгийской революции, то есть с 1815 года по 1831 (потеря Королевством Нидерландов контроля над Бельгией) или 1839 год (признание Бельгии).